# Дробишевська селищна рада
Дро́бишевська се́лищна ра́да — адміністративно-територіальна одиниця та орган місцевого самоврядування у Лиманському районі Донецької області. Адміністративний центр — селище міського типу Дробишеве.

## Загальні відомості
- Населення ради: 3 743 особи (станом на 2001 рік)

## Населені пункти
Селищній раді підпорядковані населені пункти:
- смт Дробишеве
- с. Дерилове

## Склад ради
Рада складається з 20 депутатів та голови.
- Голова ради: Тендітний Віктор Миколайович
- Секретар ради: Погуляй Галина Михайлівна

### Керівний склад попередніх скликань
| Прізвище, ім'я, по батькові  | Основні відомості                                                        | Дата обрання | Дата звільнення |
| ---------------------------- | ------------------------------------------------------------------------ | ------------ | --------------- |
| Тендітний Віктор Миколайович | Селищний голова, 1959 року народження, освіта вища, член Партії регіонів | 26.03.2006   | 31.10.2010      |
| Тендітний Віктор Миколайович | Селищний голова, 1959 року народження, освіта вища, член Партії регіонів | 31.10.2010   |                 |
| Погуляй Інна Михайлівна      |                                                                          |              |                 |

Примітка: таблиця складена за даними сайту Верховної Ради України

### Депутати
За результатами місцевих виборів 2010 року депутатами ради стали:

#### За суб'єктами висування
| Суб'єкт висування           | Кількість обраних депутатів | %  |
| --------------------------- | --------------------------- | -- |
| Партія регіонів             | 17                          | 85 |
| Комуністична партія України | 3                           | 15 |

#### За округами
| № округу                    | Прізвище, ім'я, по батькові   | Дата визнання обраним | Освіта             | Партійна приналежність            | Відомості про обраного депутата                                 |
| --------------------------- | ----------------------------- | --------------------- | ------------------ | --------------------------------- | --------------------------------------------------------------- |
| Комуністична партія України |                               |                       |                    |                                   |                                                                 |
| 2                           | Зана Микола Вікторович        | 02.11.2010            | вища               | член Комуністичної партії України | вагонне депо м. Красний Лиман, оглядувач вагонів                |
| 15                          | Альохіна Світлана Іванівна    | 02.11.2010            | середня            | член Комуністичної партії України | тимчасово не працює                                             |
| 18                          | Щербина Олександр Павлович    | 02.11.2010            | вища               | член Комуністичної партії України | приватний підприємець                                           |
| Партія регіонів             |                               |                       |                    |                                   |                                                                 |
| 1                           | Піддубна Ірина Володимирівна  | 02.11.2010            | вища               | член Партії регіонів              | приватний підприємець                                           |
| 3                           | Сергєєва Валентина Іванівна   | 02.11.2010            | вища               | член Партії регіонів              | Дробишевська загальноосвітня школа, вчитель                     |
| 4                           | Криніна Олена Іванівна        | 02.11.2010            | середня спеціальна | член Партії регіонів              | ТЧ1, м. Красний Лиман, робітник робітничих лазень               |
| 5                           | Міхно Наталія Володимирівна   | 02.11.2010            | вища               | член Партії регіонів              | тимчасово не працює                                             |
| 6                           | Мещерякова Віра Федорівна     | 02.11.2010            | середня спеціальна | член Партії регіонів              | фельдшерсько-акушерський пункт сел. Дробишеве, фельдшер         |
| 7                           | Костенко Катерина Михайлівна  | 02.11.2010            | вища               | член Партії регіонів              | філія "Комуніст"ДП агрофірми"Шахтар", інженер з охорони праці   |
| 8                           | Кукояшний Денис Володимирович | 02.11.2010            | вища               | член Партії регіонів              | приватний підприємець                                           |
| 9                           | Цупко Володимир Михайлович    | 02.11.2010            | середня            | член Партії регіонів              | тимчасово не працює                                             |
| 10                          | Скрипка Валентина Дмитрівна   | 02.11.2010            | середня спеціальна | член Партії регіонів              | пенсіонер                                                       |
| 11                          | Шкарлет Леонід Степанович     | 02.11.2010            | середня            | член Партії регіонів              | пенсіонер                                                       |
| 12                          | Дем'янчук Лариса Вікторівна   | 02.11.2010            | середня спеціальна | член Партії регіонів              | магазин «Шахтар» сел. Дробишеве, продавець                      |
| 13                          | Погуляй Інна Михайлівна       | 02.11.2010            | вища               | член Партії регіонів              | тимчасово не працює                                             |
| 14                          | Погуляй Галина Михайлівна     | 02.11.2010            | вища               | член Партії регіонів              | Дробишевська селищна рада, секретар                             |
| 16                          | Черніков Юрій Євстафійович    | 02.11.2010            | середня спеціальна | член Партії регіонів              | тимчасово не працює                                             |
| 17                          | Мельнікова Галина Іванівна    | 02.11.2010            | вища               | член Партії регіонів              | Дробишевська селищна рада, інспектор військово-облікового столу |
| 19                          | Івкова Катерина Михайлівна    | 02.11.2010            | вища               | член Партії регіонів              | пенсіонер                                                       |
| 20                          | Гусак Наталія Олексіївна      | 02.11.2010            | середня спеціальна | член Партії регіонів              | тимчасово не працює                                             |